# Onychopterocheilus mirus
Onychopterocheilus mirus är en stekelart som beskrevs av Gusenleitner 1995. Onychopterocheilus mirus ingår i släktet Onychopterocheilus och familjen Eumenidae. Inga underarter finns listade i Catalogue of Life.